# دوبریچ (صربستان)
دوبریچ (به صربی: Dobrić) یک منطقهٔ مسکونی در صربستان است.